# Skróty i skrótowce używane w NATO – B
- BA
  - Bosnia - Hercegovina - Bośnia i Hercegowina
  - Bahrain - Bahrajn
- BAC - Bilateral Agreement Conference - konferencja dwustronnego porozumienia
- BACAT - Barge Aboard Catamaran - katamaran z zaokrętowanymi barkami
- BAI - Battlefield Air Interdiction - izolacja pola walki[1]
- BALFLT - Baltic Fleet - Flota Bałtycka (Marynarki Wojennej Federacji Rosyjskiej)
- BALTAP - Allied Forces Baltic Approaches - Sojusznicze Siły Zbrojne NATO w Cieśninach Bałtyckich
- BARCAP - Barrier Combat Air Patrol - zaporowy bojowy patrol lotniczy
- BAROPS - Barrier Operations - operacja zaporowa
- BASS
  - Base Automated Supply System - zautomatyzowany system zaopatrywania bazy
  - Barrier Ammunition Storage Site - miejsce składowania amunicji dla sił zaporowych

- BB - Barbados - Barbados

- BC
  - Battle Casualties - straty bojowe w stanie osobowym
  - Botswana - Botswana
- BCA - Broadcast Control Authority - władze odpowiedzialne za kontrolę transmisji radiowej
- BCD - Battlefield Co-ordination Detachment - oddział koordynacji pola walki
- BCE - Battlefield Co-ordination Element - zespół koordynacji pola walki

- BD - Bangladesh - Bangladesz
- BDA
  - Battle Damage Assessment
    - ocena rezultatów bitwy
    - ocena rezultatów uderzeń

  - Bomb Damage Assessment - ocena rezultatów bombardowania
- BDE - Brigade - brygada
- BDI - Burundi - Burundi
- BDR - Battle Damage Repair - usuwanie szkód bojowych
- BDZ - Base Defence Zone - strefa obrony bazy

- BE - Belgium - Belgia
- BEF - Belgian Franc - frank belgijski[1]
- BEL - Belgium - Belgia
- BEN - Benin - Benin
- BENECHAN - Benelux Sub-Area, Channel - podobszar krajów Beneluksu, leżących nad Kanałem

- BF
  - Bahamas - Wyspy Bahama
  - Burkina Faso - Burkina Faso
- BFA - Burkina Faso - Burkina Faso
- BFI - Bulk Fuel Installation - magazynowe instalacje paliwowe

- BG
  - Bulgaria - Bułgaria
  - Bangladesh - Bangladesz
- BGD - Bangladesh - Bangladesz
- BGL - Laser-Guided Bomb - bomba naprowadzana wiązką laserową
- BGOH - NATO HAWK Management Office - Biuro NATO Zarządzające Rakietami HAWK
- BGR - Bulgaria - Bułgaria

- BH
  - Belize - Belize
  - Bahrain - Bahrajn
- BHR - Bahrain - Bahrajn
- BHS - Bahamas - Wyspy Bahama

- BI
  - Burundi - Burundi
  - Brunei - Brunei
- BIFF - Battlefied Identification Friend or Foe - identyfikacja swój-obcy w czasie działań bojowych
- BIH - Bosnia - Hercegovina - Bośnia i Hercegowina
- BICES - Battlefield Information Collection And Exploitation System - system gromadzenia i wykorzystania informacji pola walki
- BISCLANT - Bay of Biscay Sub-Area - Podobszar Zatoki Biskajskiej

- BJ - Benin - Benin

- BK - Bosnia - Hercegovina - Bośnia i Hercegowina

- BL - Bolivia - Boliwia
- BLKFLT - Black Sea Fleet - Flota Morza Czarnego Marynarki Wojennej Federacji Rosyjskiej
- BLOS - Beyond Line Of Sight - poza linią obserwacji
- BLT - Battalion Landing Team - batalionowa grupa desantowa
- BLU - Single Sideband - pojedyncze pasmo boczne
- BLZ - Belize - Belize

- BM - Burma - Birma
- BMC4I - Battle Management / Command, Control, Communication, Computers And Intelligence - zarządzanie walką / dowodzenie, kontrola, łączność, komputery i rozpoznanie
- BMD - Ballistic Missile Defence - obrona przed rakietami balistycznymi
- BMEWS - Ballistic Missile Early Warning System - system wczesnego ostrzegania przed pociskami balistycznymi
- BMS
  - Battlefield Management System - system kierowania na polu walki
  - Military Agency for Standardization - wojskowa agencja standaryzacji

- BN
  - Brunei - Brunei
  - Benin- Benin
- BNC - National Codification Bureau - Narodowe Biuro Kodyfikacyjne
- BNF - Public Sector Borrowing Requirement - zapotrzebowanie pożyczki z sektora publicznego

- BO
  - Bolivia - Boliwia
  - Belarus - Białoruś
  - Break-Off Position - pozycja rozdzielenia
- BOA - International Board Of Auditors for NATO - Międzynarodowa Rada Audytorów NATO
- BOC - Battalion Operations Centre - batalionowe centrum operacyjne
- BOCCA - Bureau for the Coordination of Civil Aviation - Biuro Koordynacji Lotnictwa Cywilnego
- BOD
  - Board Of Directors - rada dyrektorów
  - Beneficial Occupancy Date - korzystna data zajęcia
- BOL - Bolivia - Boliwia
- BOSS - Ballistic Offesive Suppression System - system zdławienia pozycji ofensywnych pocisków balistycznych

- BP - Solomon Islands - Wyspy Salomona
- BPR - Office of Primary Responsibility - główne biuro

- BR
  - Battlefield Reconnaissance - rozpoznanie pola walki
  - Brazil - Brazylia
- BRA - Brazil - Brazylia
- BRASS - Broadcast and Ship-to-Shore (System) - system łączności okręt-wybrzeże
- BRB - Barbados - Barbados
- BRN - Brunei - Brunei

- BS - Bahamas - Wyspy Bahama
- BSA - Brigade Support Area - obszar wsparcia brygady
- BSP - Budget Sumbission Figure
  - wielkość projektu budżetu
  - wielkość dotacji budżetowej

- BT
  - Bhutan - Bhutan
  - Bathythermograph - teremograf batymetryczny (botytermograf)
- BTN - Bhutan - Bhutan

- BU
  - Bulgaria - Bułgaria
  - Burma - Birma
- BUDFIN - Budget and Finance - budżet i finanse
- BUR - Burma - Birma

- BW
  - Botswana - Botswana
  - Biological Warfare - wojna biologiczna
- BWA - Botswana - Botswana

- BY - Burundi - Burundi
- BYS - Belarus - Białoruś

- BVR - Beyond Visual Range - poza zasięgiem widzialności (wzrokowej)

- BZ - Belize - Belize